# World Snooker Tour
Le circuit principal de snooker (World Snooker Tour en anglais) correspond au circuit professionnel de snooker, fondé en 1997 et regroupant des tournois disputés dans le monde entier.

## Tournois

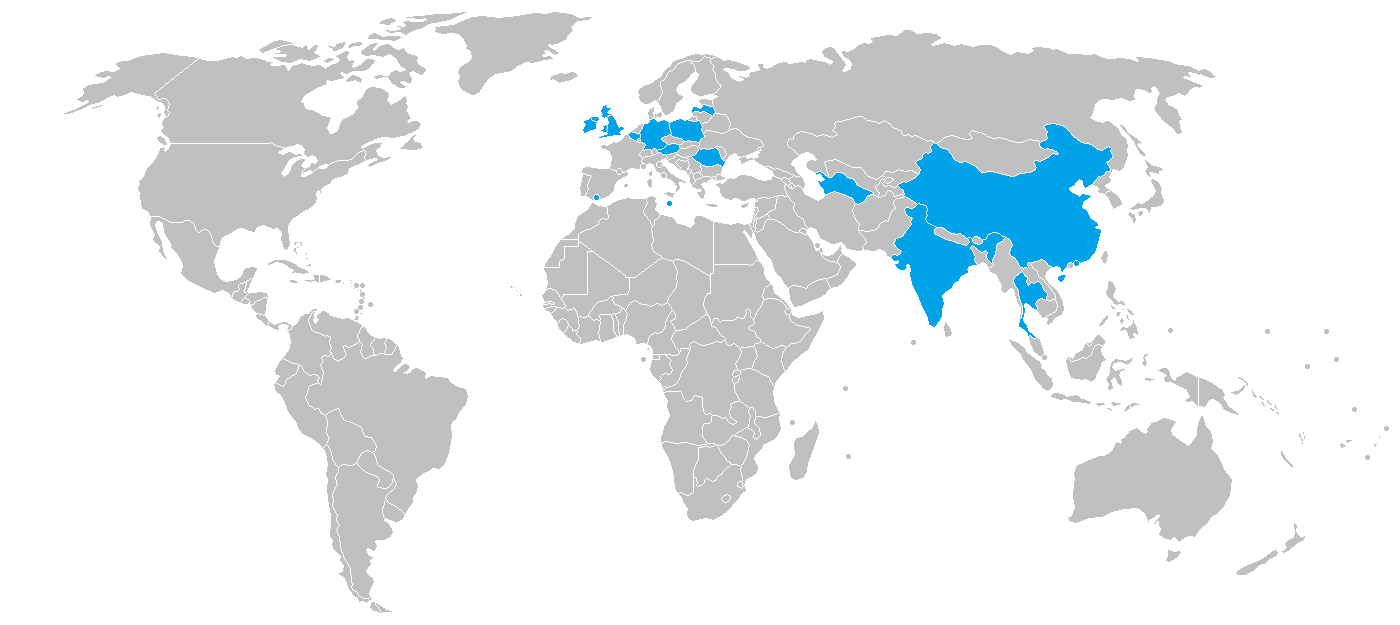
En bleu : les nations qui accueillent un événement du World Snooker Tour en 2017-2018.

La plupart des tournois du circuit principal de snooker ont lieu dans des pays d'Europe. Les trois tournois les plus prestigieux (dits « de la Triple couronne ») sont le championnat du monde (organisé depuis 1927), les Masters (organisés depuis 1975) et le championnat du Royaume-Uni (organisé depuis 1977). Il prennent place sur les Îles Britanniques, à l'image des tournois des Home Nations Series : Open d'Angleterre (créé en 2016), Open du pays de Galles (remplace le Classique depuis 1992), Open d'Écosse (remplace l'Open international depuis 1998) et Open d'Irlande du Nord (remplace le classique d'Irlande du Nord depuis 2016). Quelques tournoi sont également disputés en Europe continentale : en Allemagne (depuis 1995), en Lettonie (de 2014 à 2019), à Gibraltar (de 2015 à 2022), mais aussi plus ponctuellement à Malte, en Autriche, en Belgique, en Roumanie et aux Pays-Bas.
Le circuit s'est également ouvert à d'autres continents : l'Asie (en particulier la Chine et le Moyen-Orient) et l'Océanie (avec l'Open d'Australie, organisé entre 1979 et 2015).

## Participants
Pour intégrer le circuit principal, divers tournois ou circuits de qualification sont mis en place. Une fois qualifiés sur le grand circuit, les joueurs doivent faire partie des 64 premiers joueurs du classement mondial professionnel pour s'y maintenir. Sinon, ils doivent retenter leur chance dans un tournoi ou circuit qualificatif. 
Quatre types de tournois de qualification au circuit principal sont organisés au cours d'une année civile : les championnats régionaux (Asie, Afrique, Amériques), les championnats d'Europe (sénior et junior), les tournois ouverts de la fédération internationale de snooker (sénior et junior) et les tournois de « l'école de qualification » (Asie-Océanie et reste du monde).
Le circuit secondaire alloue aussi plusieurs places sur le circuit professionnel. Il se décompose en cinq sous-circuits régionaux (Amériques, Asie-Pacifique, Moyen-Orient, Europe et Chine) et débouche sur une série éliminatoire (play-offs).

## Records
- Nombre de titres dans les tournois de la Triple couronne : Ronnie O'Sullivan (23)
- Nombre de titres dans la catégorie classée : Ronnie O'Sullivan (41)
- Nombre de titres dans la catégorie classée en une seule saison : Judd Trump (6)